# Lost in Laos
Lost in Laos è un film del 2012 scritto e diretto da Alessandro Zunino.

## Trama
Daniela e Paolo intraprendono una vacanza in Laos che, dopo varie peripezie, si trasforma in un viaggio rivelatore.

## Produzione

### Riprese
Il film stato girato per buona parte in Laos nell'estate 2011 in piena stagione monsonica e in collaborazione con il Ministero della Cultura locale. Successivamente la troupe ha concluso i lavori a Genova.

## Distribuzione
Distribuito da Guildall e promosso da Cinecittà Luce è uscito nelle sale nel 2013.